# Neoxorides tenuis
Neoxorides tenuis är en stekelart som beskrevs av Wang och Gupta 1995. Neoxorides tenuis ingår i släktet Neoxorides och familjen brokparasitsteklar. Inga underarter finns listade i Catalogue of Life.